# Jan Březina (Politiker)

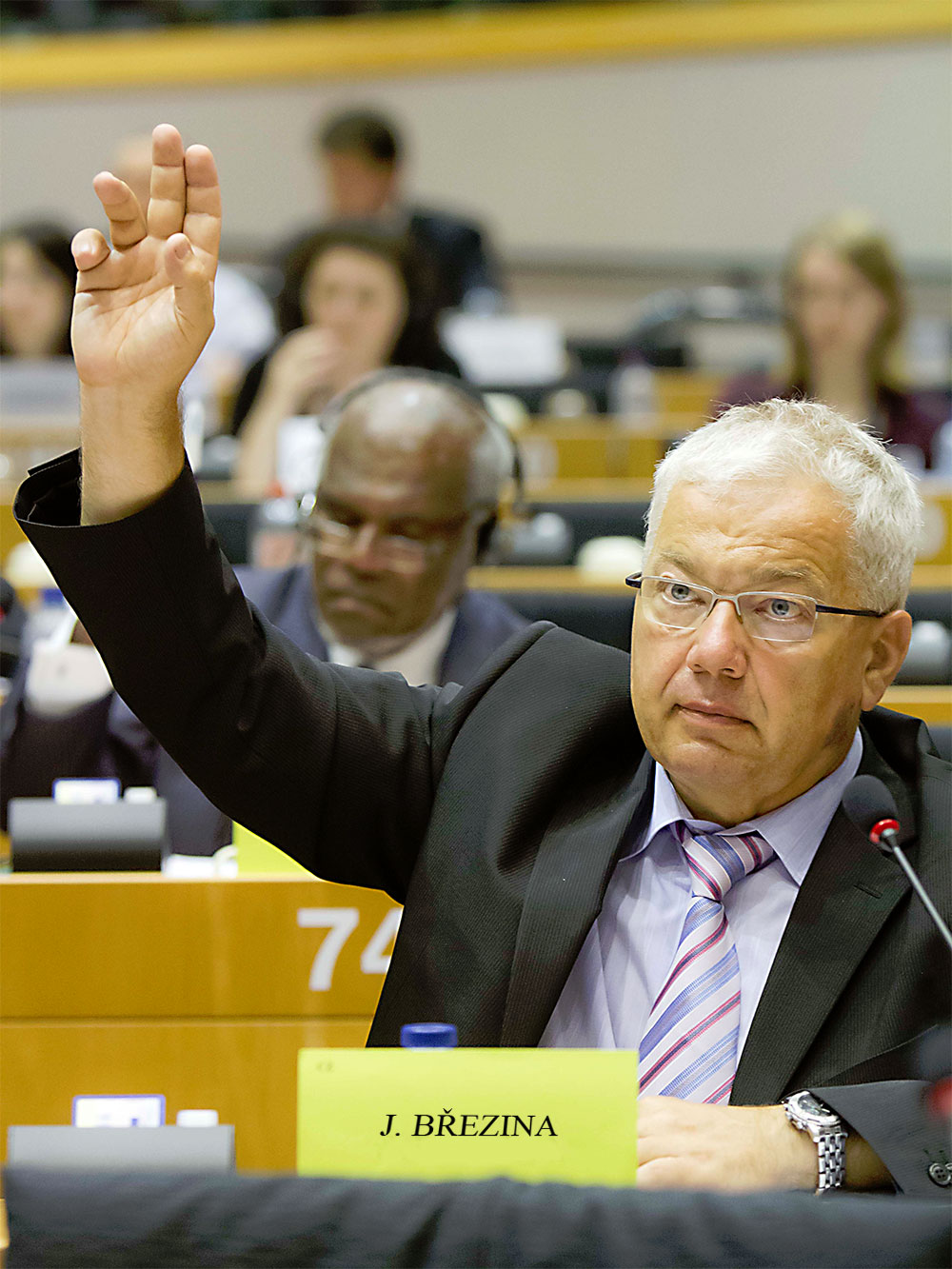
Jan Březina (2013)

Jan Březina (* 14. April 1954 in Konice) ist tschechischer Politiker (parteilos, bis 2012 KDU-ČSL). Er war von 2000 bis 2004 Landeshauptmann des Olomoucký kraj und von 2004 bis 2014 Mitglied des Europäischen Parlaments.

## Leben und politische Karriere in Tschechien
1973 legte Březina das Abitur ab und studierte bis 1978 Montaningenieurwesen an der Hochschule für Bergbau Ostrava, arbeitete danach in der Straßenverwaltung Ostrava. Nach der Samtenen Revolution trat er 1990 der Christlichen und demokratischen Union – Tschechoslowakische Volkspartei (KDU-ČSL) bei, wurde 1995 in den Kreisvorstand gewählt und 2000 in den nationalen Vorstand. In der Zeit von 1995 bis 1997 war er gleichzeitig Bürgermeister der Stadt Uničov und von 1997 bis 2000 Vorsitzender der Kreisverwaltung in Olomouc. 1998 war er an der Erstellung von Strategiepapieren der Tschechischen Republik beteiligt. 
Von 2000 bis 2004 war er Hauptmann der Region Olomouc und darüber hinaus noch bis 2008 Mitglied des Regionalrats. Seit 2006 ist er einfaches Mitglied im Stadtrat von Uničov. Im Februar 2012 trat Březina aus der KDU-ČSL aus.

## EU-Abgeordneter
Březina wurde 2004, im Jahr des Beitritts Tschechiens zur EU, ins Europäische Parlament gewählt, wo er sich der Fraktion der Europäischen Volkspartei (Christdemokraten) und europäischer Demokraten (EVP-ED) anschloss. Er war Mitglied im Ausschuss für Industrie, Forschung und Energie sowie Delegierter für die Beziehungen zu den Ländern Südosteuropas. Nach seiner Wiederwahl als Europaabgeordneter 2009 gehörte er bis 2014 weiterhin dem Industrieausschuss an und war außerdem Delegierter in den Ausschüssen für parlamentarische Kooperation EU-Armenien, EU-Aserbaidschan und EU-Georgien sowie in der Parlamentarischen Versammlung EURO-NEST.